# E.J. Kiehl
Ernst Julius Kiehl (Den Haag, 28 juli 1827 - Middelburg, 26 november 1873) was een classicus en politiek historicus. Hij was hoogleraar in de klassieke letteren aan het athenaeum in Deventer en doceerde geschiedenis en staatswetenschap in Groningen en Middelburg. Hij is bekend als vriend van Thorbecke en als auteur van het werk Le gouvernement représentatif en Neerlande. Essai d'histoire contemporaine (Leiden, 1861). 

## Opleiding en loopbaan
Kiehl werd in 1827 geboren als zoon van de in Den Haag gevestigde arts W.F.P. Kiehl, tevens een kenner van het werk van filosoof G.W.F. Hegel. Vanaf 1844 studeerde hij letteren in Leiden. Als student raakte hij bevriend met de latere hoogleraar klassieke talen Samuel Naber. Van 1851 tot 1854 werkte hij als leraar aan het gymnasium in Leiden. Van 1854 tot 1857 was hij hoogleraar klassieke talen in Deventer. Door kritiek op zijn inaugurele reden en de onzekere toekomst van het Deventer athenaeum was zijn hoogleraarschap geen succes. Op aanraden van Thorbecke voltooide hij in deze periode een studie rechten. Hierna werd hij aangesteld als leraar geschiedenis en staatswetenchap in Groningen. In 1867 accepteerde hij een vergelijkbare betrekking in Middelburg. 

## Verhouding tot Thorbecke
Kiehls vader behoorde tot de kennissenkring van Thorbecke. Als student had Kiehl weinig op gehad met de ideeen van Thorbecke. In politieke bijeenkomsten in Leiden propageerde Kiehl met regelmaat de opvatting dat de representatieve democratie geen toekomst had op het Europese vasteland. Gaandeweg de jaren vijftig zou Kiehl  van opvatting veranderen. Door Thorbecke's optreden als minister van Binnenlandse Zaken raakte hij onder de indruk van diens 'regeerkracht'. Het zou leiden tot een vriendschap en voorname correspondentie. Na Thorbecke's overlijden in 1872 zette Kiehl zich op verzoek van uitgever Van Egmond en Heuvelink aan het schrijven van een biografie van Thorbecke. Hij schreef een groot aantal relaties van Thorbecke aan met het verzoek hun inzichten te delen en schreef enkele hoofdstukken. Kiehl zou komen te overlijden voor het werk was voltooid.